# Rauer Kamm

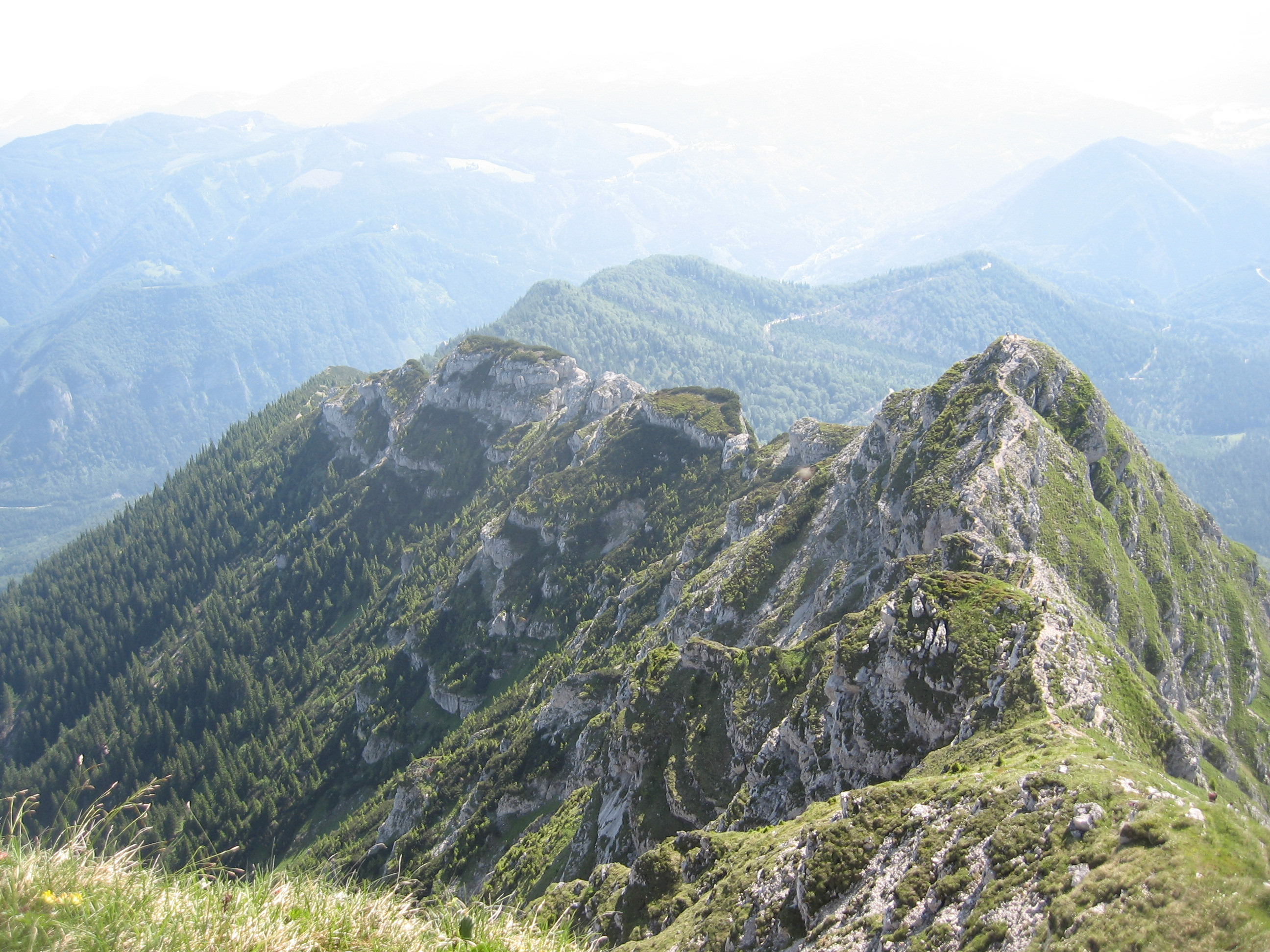
Der Raue Kamm; Blick abwärts

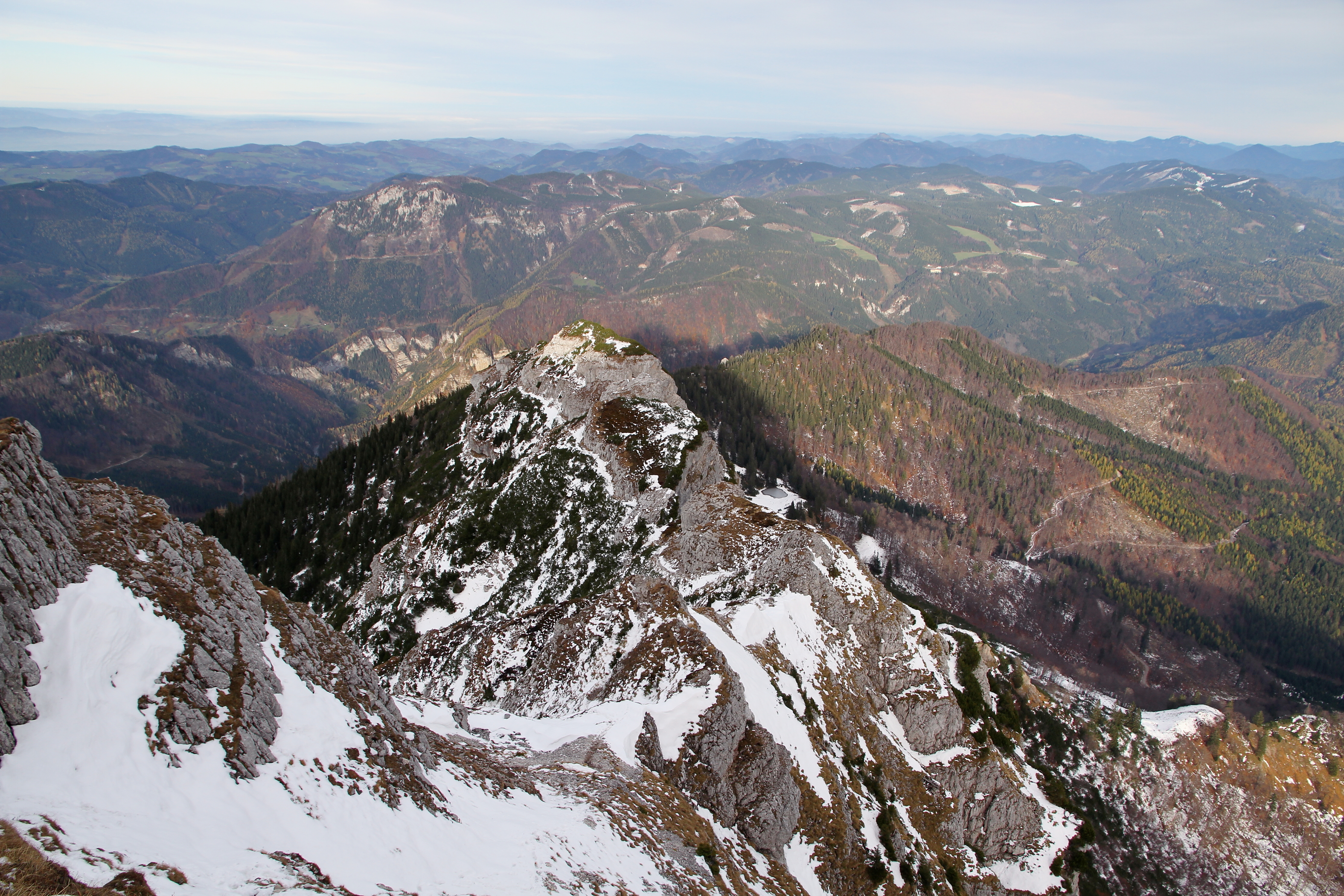
Blick vom Mittelteil Richtung Nordost bzw. abwärts

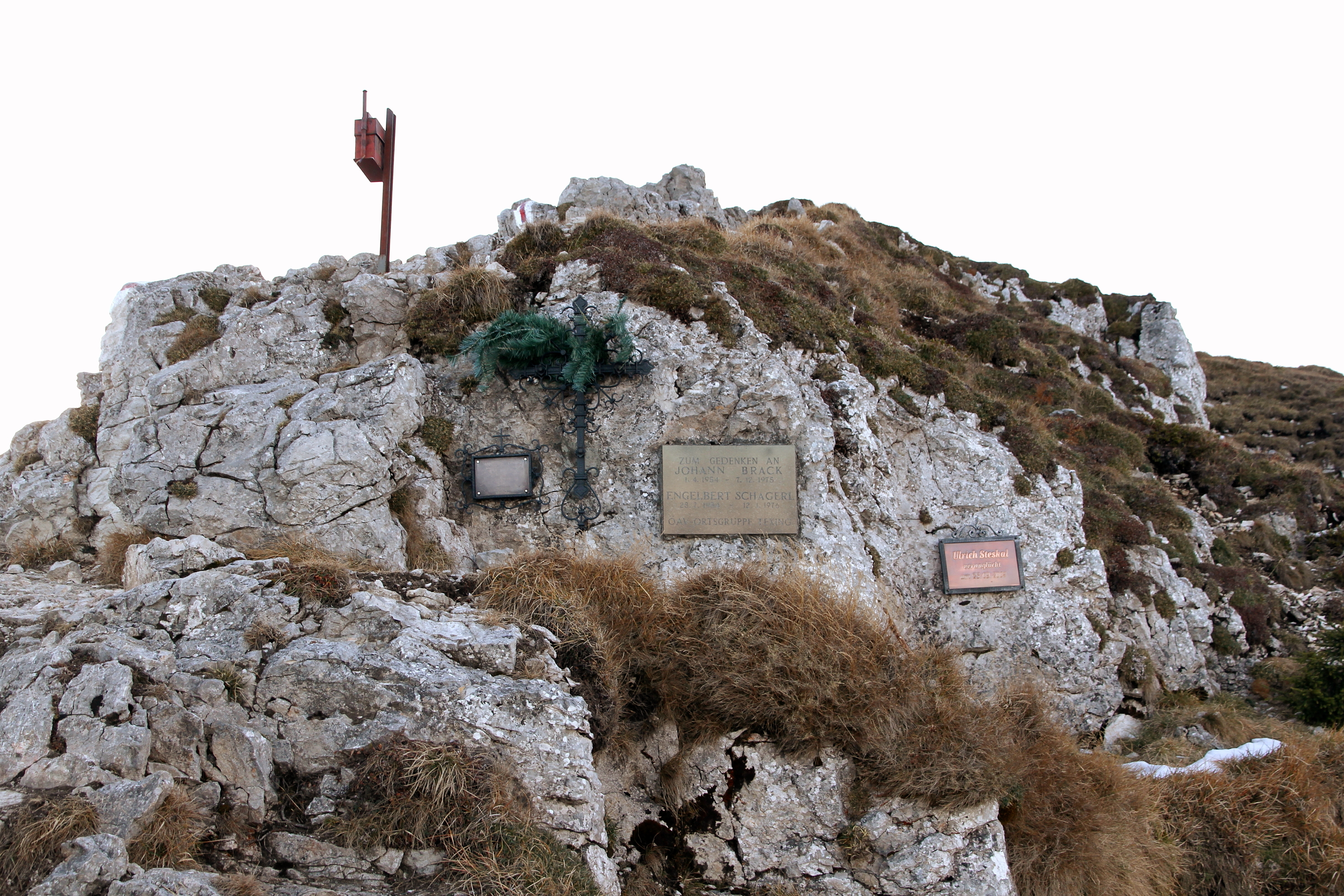
Steigbuch und Gedenktafeln beim Ausstieg des Rauen Kamms

Als Rauer Kamm wird der Ostgrat-Aufstieg des Ötschers in Niederösterreich bezeichnet. Der Einstieg des unversicherten Steigs mit einer Schwierigkeit I nach der UIAA-Skala ist auf einer Höhe von 1533 Meter. Der Zugang erfolgt meist nordseitig über die Bärenlacke (948 m); ein weiterer Zugang ist der südseitige über den Ötschergraben („Beim Jägerherz“; 918 m). Der Ausstieg befindet sich rund 600 Meter östlich des Gipfelkreuzes (1893 m) auf einer Höhe von etwa 1840 Meter.

## Beschreibung
Die ersten Felsstufen werden an der Nordflanke umgangen, anschließend links über Steilschutt und Schrofen zur Kammhöhe empor. Nach einer Graterhebung hinab in eine Scharte und am Kamm (Grat) entlang mit kurzen Aufschwüngen, die meist südseitig bewältigt werden. Der Ausstieg erfolgt am Vorgipfel (rund 1840 m), wobei vorher noch die steile Südflanke mit schmalen Grasbändern und Felsstufen in der Wand überwunden werden muss (Trittsicherheit und Schwindelfreiheit erforderlich).

## Zugänge
- Nordseitig: Von der Bärenlacken (948 m) über rot markierten Weg durch steilen Wald und Latschenzone zum Einstieg.
- Westseitig: Mit dem Auto von Lackenhof (809 m) rund zwei Kilometer östlich nach Raneck (954 m) und weiter nach Nestelbergsäge (759 m), von dort Aufstieg zur Bärenlacken (948 m). Alternativ mit dem Auto nur bis Raneck und über Forstweg hinüber zur Bärenlacken.
- Ostseitig: Mit dem Auto bis Trübenbach (Sommerer; 521 m) und über einen gekennzeichneten Waldweg empor zur Bärenlacken.
- Südseitig: Vom Ötscherbach über “Beim Jägerherz” (918 m) zum Einstieg.